# 驼峰藤
驼峰藤（学名：Merrillanthus hainanensis）为夹竹桃科驼峰藤属的唯一种，为中国的特有植物。分布于中国大陆的海南等地，多生长于低海拔至中海拔山地林谷中，目前尚未由人工引种栽培。
其种加词“hainanensis”意为“海南的”。